# Rūdiškės

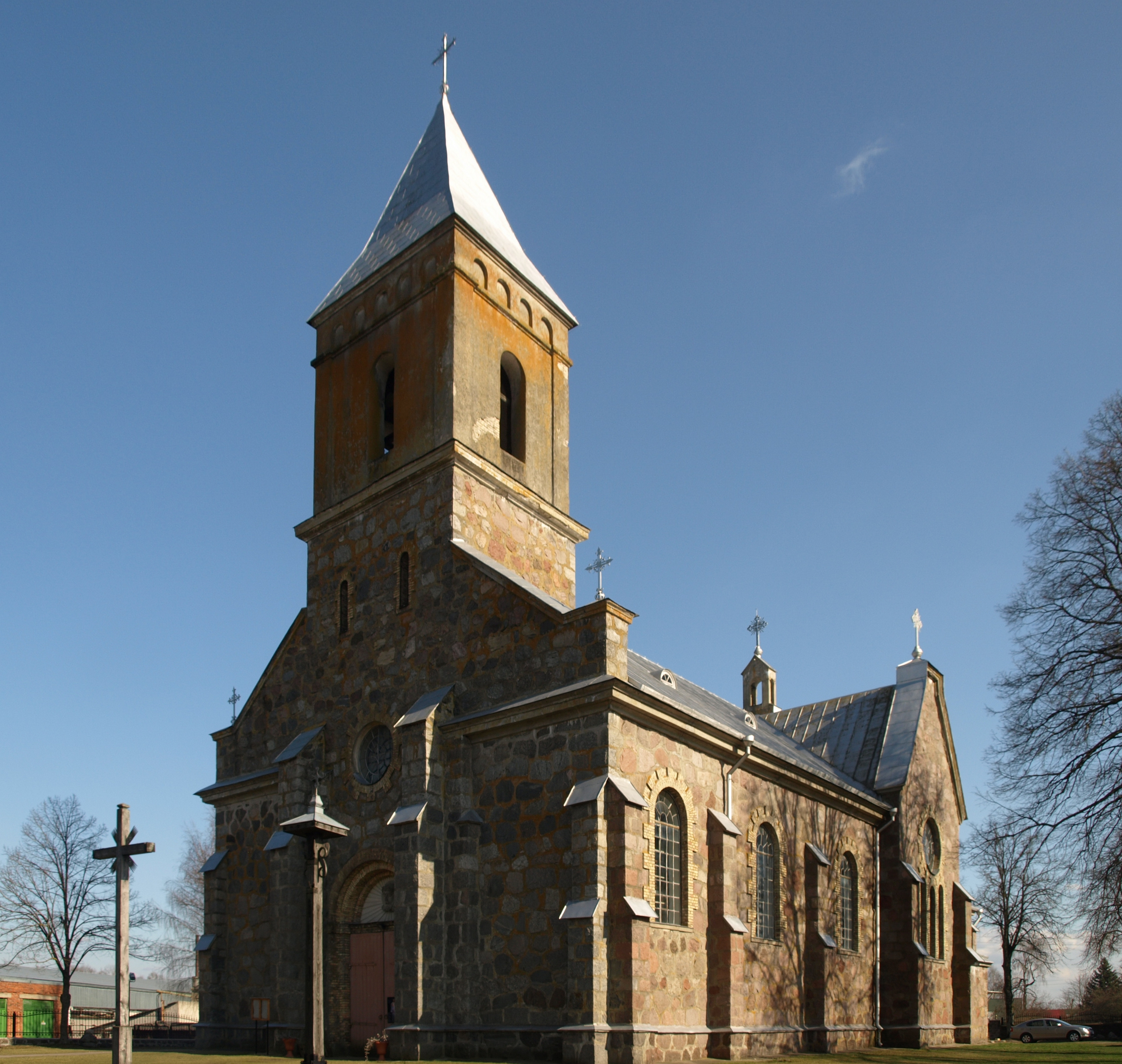
Kirche

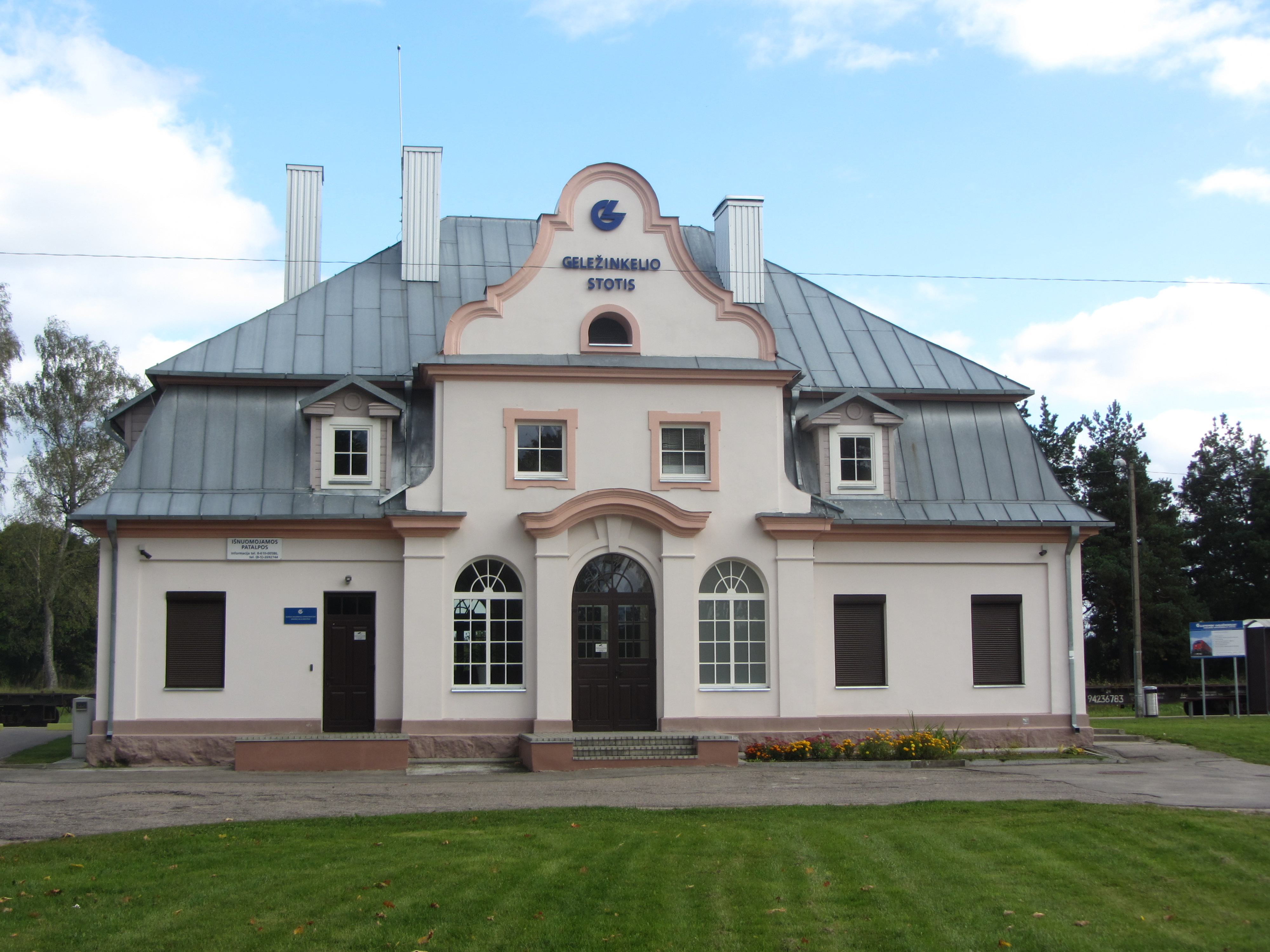
Bahnhof

Rūdiškės ist eine Stadt in der Rajongemeinde Trakai, im Bezirk Vilnius, Litauen.  Etwa fünf Kilometer westlich der Stadt Rūdiškės entspringt die Verknė (dort bekannt als Galaverknė). Es gibt ein Gymnasium mit 500 Schülern und 60 Mitarbeitern (2021), ein Postamt (LT-21016).

## Geschichte
Das Dorf wurde 1774 urkundlich erwähnt, als man eine katholische Kirche baute. Ab 1864 gab es die Eisenbahn Sankt Petersburg–Warschau. 1896 gründete man eine Schule. 1940 errichtete man eine Bibliothek. 1958 wurde das Dorf zur Stadt.
Von 1950 bis 1951 gab es zwei Schulen.
2011 gab es 2414 Einwohner.

## Töchter
- Evelina Sašenko (* 1987), polnisch-litauische Jazz- und Popsängerin